# Plecturocebus miltoni
Espèce
Synonymes
- Callicebus miltoni Dalponte, Silva & Júnior, 2014[2]

Le Titi de Milton ou Titi à queue-de-feu (Plecturocebus miltoni, syn. Callicebus miltoni) est une espèce de Primates de la famille des Pithéciidés, qui habite les forêts tropicales du centre de l’Amérique du Sud.

## Description
Plecturocebus. miltoni se distingue facilement des espèces amazoniennes voisines, de la sous-famille des Callicebinae, par une ligne gris clair sur le front (qui contraste avec le gris foncé de la crinière), pour avoir une fourrure de couleur ocre ou roux sombre sur les rouflaquettes et la gorge qui s’éclaircit sur le ventre et les pattes postérieures jusqu'à la queue, qui est habituellement d'un orange uniforme. Les parties  dorsales et latérales contrastent fortement avec leur couleur gris foncé. La peau du visage est gris foncé à noirâtre et les yeux sont rougeâtres. Les pattes postérieures sont gris pâle.

## Répartition et habitat
L'espèce est endémique d’une région du bassin amazonien dans le centre du Brésil. 
La répartition géographique est limitée à l’interfluve entre les rivières Roosevelt et Aripuanã, traversée au centre par la rivière Guariba, dans les États de l’Amazonas (sud) et le Mato Grosso (ouest), peut-être aussi dans le haut bassin de ces rivières et dans l'État de Rondonia.
L’habitat caractéristique de ce titi est la forêt ombrophile tropicale alluviale ouverte, qui croit dans les marges des rivières. Cette forêt possède quatre strates, la hauteur moyenne de la canopée étant de 30 m.
La localité type est Curva do Cotovelo (8° 59′ 45,21″ S, 60° 43′ 42,72″ O), région de l'embouchure du Pombal, réserve extractive Guariba-Roosevelt, rive droite du Roosevelt supérieur, municipalité de Colniza, État du Mato Grosso, Brésil. 
La zone où ce titi a été découvert a été considérée comme faisant partie de la répartition géographique de C. cinerascens.

## Comportement
Plecturocebus miltoni est diurne, arboricole, et parcourt les forêts denses à proximité de l’eau. Il s’associe en groupe de 2 à 5 individus. On l'a observé se nourrissant de fruits d’inga (Inga sp.), de Cecropia et de cacaoyer éclatant (Theobroma speciosum).

## Classification

### Taxonomie
Cette espèce a été décrite pour la première fois en 2014 par les zoologues Julio César Dalponte, Felipe Ennes Silva et José de Sousa e Silva Júnior, sous le basionyme de Callicebus miltoni, puis recombinée dans le genre Plecturocebus. La collecte d'information a été effectuée durant quatre expéditions, durant lesquelles les auteurs ont effectué des observations, ont collecté des échantillons et ont interrogé des personnes locales.
L'holotype a été catalogué avec le code international MPEG 42654 (numéro de champ JD 550). Il est constitué de la peau, du crâne et du squelette complet d’un mâle adulte qui a été capturé vivant par un chasseur local, puis récupéré par J.C. Dalponte dans la même localité type, en décembre 2010. L’holotype et les paratypes ont été déposés dans la collection de mammifères du Museu Paraense Emílio Goeldi (MPEG), situé dans la ville de Belém, dans l'État du Pará, au Brésil.

### Publication originale
- (en) Dalponte, Silva & Silva-Júnior, 2014 : New species of titi monkey, genus Callicebus Thomas, 1903 (Primates, Pitheciidae), from Southern Amazonia, Brazil. Papéis Avulsos de Zoologia, vol. 54, n. 32, p. 117-128[3] (texte intégral).

### Étymologie
Son nom spécifique, miltoni, lui a été donné en l'honneur de Milton Thiago de Mello (en), primatologue brésilien, qui a consacré sa vie à l’étude et au développement de la primatologie sud-américaine, en promouvant la création de la Société brésilienne de primatologie et de la Société latino-américaine de primatologie, et qui, à partir des années 1980, a contribué à la formation d'un grand nombre de primatologues brésiliens et étrangers.